# Musique de France
Albums de Acid Arab
Djazirat El Maghreb (EP)
(2015) Jdid
(2019)
Musique de France est le premier album du groupe français de musique electro-musique du monde Acid Arab paru le 14 octobre 2016 sur le label indépendant belge Crammed Discs.

## Historique de l'album
La formation d'Acid Arab remonte à 2012 à la suite d'une rencontre de Guido Minisky (qui mixait) et Hervé Carvalho (qui servait) dans la salle parisienne de La Flèche d'Or aboutissant tout d'abord à des compositions de type DJ mix. Ce n'est qu'en 2016 que se concrétise la possibilité pour le groupe de se produire sur scène et de publier un album de dix titres à paraître à l'automne 2016,, après un premier EP, Djazirat El Maghreb paru en 2015 sur le label Versatile Records.
Le projet abouti à la participation de nombreux invités, dont Rachid Taha, sur le titre Houria, rencontré par l'intermédiaire de leur tourneur commun qui propose un enregistrement de ce dernier aux studios Zarma.
La pochette de l'album est réalisée par l'écrivaine et dessinatrice libanaise Lamia Ziadé.
La parution de Musique de France est suivie d'une tournée internationale à succès de plus de 250 dates dans cinquante pays,. De ces concerts émergent des titres à succès avec La Hafla, Stil ou Sayarat 303 largement samplés, remixés ou utilisés comme bandes sonores (notamment Stil dans le film Un beau soleil intérieur (2017) de Claire Denis et la mini-série L'Agent immobilier (2020) d'Etgar Keret et Shira Geffen).

## Titres de l'album
1. Buzq Blues – 4 min 16 s
2. La Hafla avec Sofiane Saidi – 4 min 08 s
3. Medahat – 4 min 30 s
4. Le Disco avec Rizan Saïd – 4 min 31 s
5. Gul l'abi avec A-Wa – 4 min 14 s
6. A3ssifa avec Rizan Saïd – 3 min 06 s
7. Stil avec Cem Yildiz– 7 min 05 s
8. Houria avec Rachid Taha – 4 min 20 s
9. Sayarat 303 – 5 min 16 s
10. Tamuzica avec Jawad El Garrouge – 7 min 32 s

## Musiciens ayant participé à l'album
- Guido Minisky
- Hervé Carvalho
- Nicolas Borne
- Pierre-Yves Casanova
- Kenzi Bourras : claviers

## Réception critique
Pour la critique de RFI, l'album du groupe ne « relève pas l’électro sombre, minimaliste et répétitive » mais l'inscrit comme l'un des chefs de file de la scène électro-arabisante grace aux diverses influences traditionnelles en provenance du Maghreb et du Sahara. Trois ans après sa parution, Les Inrocks le décrivent toujours comme un album « lumineux » fruit de la « fusion improbable mais réussie entre la transe de la techno, l’énergie de l’acid music et les mélodies arabes les plus festives ».